# Lords of the Deep
Lords of the Deep è un film di fantascienza statunitense del 1989 diretto da Mary Ann Fisher.

## Trama
Anno 2020. A causa della alta densità di popolazione e dei problemi relativi al buco nell'ozono, gli Stati Uniti tentano di colonizzare le profondità degli oceani tramite la costruzione di basi sottomarine dopo aver trivellato i fondali.
Una squadra di esperti e scienziati viene inviata dalla Martel Corporation a sostituire un precedente equipaggio in una base sottomarina costruita per studiare ulteriormente le possibilità dell'uomo di vivere per lunghi periodi sott'acqua. Quando la squadra giunge sul posto non trova nessuno ad attenderli e non c'è traccia del vecchio equipaggio. La scienziata Claire entra in comunicazione a livello telepatico con quelle che sembrano essere delle forme di vita intelligente completamente sconosciute provenienti da un altro mondo. Il comandante Dobler ordina di evacuare immediatamente tramite il sottomarino con il quale sono giunti alla base ma la cosa risulta difficile dato che si imbattono in gigantesche mante giganti e in un terremoto che complica ulteriormente la loro situazione poiché li taglia fuori da ogni possibilità di comunicare con la superficie

## Produzione
Il film fu prodotto dalla Concorde - New Horizons di Roger Corman, diretto da Mary Ann Fisher e girato nel 1989, in un periodo in cui vennero distribuite diverse pellicole di successo basate su comunità subacquee di persone attaccate da mostri, alieni o calamità varie (The Abyss, Leviathan, Abissi profondi, Creatura degli abissi, La cosa degli abissi). La produzione intese quindi sfruttare l'ondata di interesse per il sottogenere come era solito fare il produttore di B Movie Roger Corman. Corman interpreta in un cameo il dirigente della Martel Corporation.

## Distribuzione
Alcune delle uscite internazionali sono state:
- 2 giugno 1989 negli Stati Uniti (Lords of the Deep)
- in Francia (Les seigneurs des abîmes)

## Promozione
La tagline è: "The ultimate underwater adventure!" ("L'ultima avventura subacquea!").

## Critica
Secondo MYmovies "la vicenda è tirata via in fretta, non presenta tratti originali" e può contare solo sui buoni effetti speciali di Mark Williams.